# Escarabat del rellotge de la mort
L'escarabat del rellotge de la mort (Xestobium rufovillosum) és un coleòpter anòbid perforador de la fusta, és a dir, un escarabat les larves del qual són xilòfagues. Per atreure parella amb el seu cap fa un tic-tac característic a la fusta, que li va donar el nom.
És un dels pitjors corcs de les construccions humanes. L'imago mesura de 5 a 8 mm de llarg, presenta un pronot grogós sobre el cap i els èlitres. La larva pot arribar a 10-11 mm de llarg. Canvia de color blanc a blanc groguenc. Comença a volar entre els mesos d'abril i maig, després d'un desenvolupament larval que pot durar entre 3 i 6 anys, o fins i tot 10 si les condicions no són favorables.
Aquesta plaga de la fusta causa orificis de 2 a 3,5 mm. La larva deixa buits llisos i lenticulars. No produeix molts danys, està molt estesa per Anglaterra i actualment és bastant freqüent als Països Baixos. Ataca sobretot el roure, però també altres caducifolis (bedolls, verns, oms) i de vegades a les pinals.